# Шуменска заря
„Шуменска заря“ е регионален ежедневник с 312 издания годишно. Той е основан на 19 октомври 1932 г., приемник на вестниците „Освобождение“ и „Коларовградска борба“.